# Cephalaria stellipilis
Cephalaria stellipilis är en tvåhjärtbladig växtart som beskrevs av Pierre Edmond Boissier. Cephalaria stellipilis ingår i släktet jätteväddar, och familjen Dipsacaceae. Inga underarter finns listade i Catalogue of Life.